# 歩掛
歩掛 （ぶがかり）とは、ある作業を行う場合の単位数量または、ある一定の工事に要する作業手間ならびに作業日数を数値化したもののこと。

## 概要
土木工事及び建築工事といった建設工事などや測量や地質調査、各種諸施設の設計や解析といった建設コンサルティング業務、各種法規に定める基礎調査業務、災害調査業務委託や施工監理補助、地積測量図作成、用地調査や工損調査、公共嘱託登記業務費、諸施設の定期点検業務などの積算の際、歩掛に対応する職種の労務単価を乗じ、場合によってはそれに諸費を追加して価格を算出し、工事費用や業務費用の根拠とする。
たとえば、1m四方の穴を人力で掘る際、普通作業員と呼ばれる作業員が3人で6時間かかるという場合、3×6=のべ18時間、1日の労働時間を8時間として 18/8=2.25、その結果を受けて普通作業員2.25人工（にんく）といういい方をする。

### 標準歩掛
発注者が各々で歩掛を定めることは非効率であるため、国土交通省、農林水産省などがそれぞれ所管工事の特性に合わせた工種について標準的な歩掛を調査分析して、この結果をもとにして標準歩掛を設定している。
歩掛調査は毎年、約100工種を調査対象にしてモニタリング調査（施工形態動向調査）を行うとともに、そのうち20から25工種について施工合理化調査を実施して、施工実態を踏まえ歩掛を適宜改訂している。例えば、国交省では所管公共工事の積算のために多用される工種について標準歩掛を取りまとめ、「国土交通省土木工事標準步掛」として公表している。日本の土木工事のうち、改修工事や改良工事、維持管理工事も含め河川工事や道路工事、各種土地造成工事などにおける積算基準となっているのは、この国交省が毎年度制定している国土交通省土木工事積算基準に掲載される土木工事標準歩掛であり、これを他官庁・自治体等でも所管の内情に合わせて変更し準用されている。
都市公園の公園工事に関しては、国土交通省都市・地域整備局発行の積算基準に標準歩掛がある。自治体もこれを準用し対応している。また自然公園の自然公園等事業に係る施設整備については、環境省が発行している積算基準に歩掛がある。
日本の農業における土地改良事業の積算基準は、農林水産省が毎年度制定している農林水産省土地改良工事積算基準に掲載される歩掛である。森林業における森林整備保全事業の積算基準は、林野庁が毎年度制定している設計積算要領・標準歩掛類に掲載される歩掛である。また水産業における漁港漁場関係工事・漁港漁場設計・測量・調査等の積算基準は、水産庁が毎年度制定している漁港漁場関係工事積算基準に掲載される歩掛である。これらは他官庁でも準用されている。
日本の建設業における建築工事の積算基準となっているのは、国土交通省が毎年度制定している公共建築工事積算基準に掲載される歩掛である。他官庁でも準用されている。
公共の測量調査業や計画設計業等などにおいては、国土交通省が毎年度制定している公共建築工事積算基準設計業務等標準積算基準書および同（参考資料）に掲載される歩掛である。基本測量では国土地理院の設計業務等標準積算基準書および測量業務等積算資料について（基本測量）であり、他官庁や自治体でも準用されている。
市場単価と標準単価
材料費・労務費・歩掛等を用いて積算する、いわゆる「積上げ積算方式」に代わるものとして登場したものに「市場単価方式」と「標準単価方式」がある。市場単価方式は基準書に掲載の歩掛を用いず、材料費と労務費等を含む施工単位当たりの市場価格を直接、積算に利用する方式であり、土木分野は1992年（平成4年）、建築分野は1998年（平成10年）から試行。
土木工事標準単価は、施工実態を調べ、最新の機械・労務・材料費を積み上げて算出。市場の取引実態を反映する市場単価に対し、現場の施工実態を反映しているのが特色としている。土木工事標準歩掛にないものや、物価資料にない単価について国土交通省は特別調査や見積もり取得を行うこととしていたが、物価資料に掲載される土木工事標準単価が増えれば、この調査委託費用や人件費を削減できるとみていた。また、工事市場単価から一部移行しているものもある。いずれも経済調査会発行の「土木コスト情報」「建築コスト情報」等に掲載されている。
建築工事積算の主流は、標準単価（材工共）を活用しての、公共建築工事標準単価積算基準による積算である。
土木工事の積算方式はその後積上型のほかにユニットプライス型と呼ばれるものも採用される。2004年（平成16年）に採用されたユニットプライス型積算方式は、発注者と受注者が材工、諸経費などを含めて工種ごとにユニット化された価格を合意したうえでデータベース化し、このユニットプラスをもとに積算する方式であった。ところがこの方式には、価格の妥当性に対する懸念やどこまで透明性を確保できるかといった課題があった。
そこで改良を加えた上で2012年（平成24年）から試行が開始されたのが施工パッケージ型積算方式である。これは直接工事費について、機械経費、労務費、材料費を含んだ標準単価を設定して積算する方式を採用している。

## 施工歩掛
歩掛の定義として、施工量に関する一般には次のように表わすことができる。この式では単純施エの機械でも、組合せ機械の系統でも、人カの場合でも施工主体の数として考えることができる。
Qt=QsETN
ただし、Qt:実際全施工量、Qs:単位時間当り標準作業量、E:作業効率、T:作業時間、N:施工主体の数
Qsは条件をある標準となる状態に設定した場合の単位時間当り作業量であり、したがって機械または人力の固有の標準作業量である。
歩掛を求めるためには、単位時間当り標準作業量と作業効率の積、すなわち単位時間当りの作業能力（時間当り実作業量）を定める必要がある。
歩掛は人力施工歩掛と機械施工歩掛に区別される。人力施工歩掛は人力のみによる作業能力によって定める步掛をいい、機械施エ歩掛は機械と機械作業だけでは完全に仕上げができないために苾要となる人力作業（法面仕上げや舗装面仕上げ）、運搬路補修や交通整理など現場条件によって必要な機械作業のための補助的な仕事に対する労務による作業能力によって定まる総合的步掛をいう。このうち機械作業に伴う補助労務は通常、世話役、普通作業員などの編成人員で表わされることが多い。すなわち、当該工種に関係する機械に対する1班の労務者0D職種別人数で表わされる。
步掛のうち機械の施工能力は施工法、施工機械等の施工技術の進歩により大きく変化し、また補助労務に技能低下・向上などによる変化があるため、常に実態に合致するよう調査を実施する必要がある。
人力施工步掛
人力施工歩掛は伐開、切取り、床掘り、埋戻し、掘削、積込み（トラックやベルトコンペア）、運搬（人肩、土運車）、土砂敷ならし、切土のり面仕上げエ（張り芝、筋芝、市松張り、播種）、石張り工（空石張り、練石張り）、コンクリートブロック張りエなどがある。
機械施工步掛
機械の作業能力の算定は、作業が繰返し作業となるため、一般にQ:時間当り作業量、q:1作業（1回）当り標準作業量、n:時間当りの作業サイクル数、E:作業効率を定め、運転時間当り作業量を求めることが多い｡

## 維持管理歩掛
維持管理用の歩掛も多岐にわたる。維持管理工事用の他、港湾などではコンサルティング業務として維持管理計画書策定積算基準などや外郭施設点検診断業務積算歩掛や水道施設維持管理業務委託など点検業務の歩掛、造園では個人庭園の場合の各庭園における維持管理の歩掛と年間歩掛とその月別配分を整理しされた資料や公園・緑地の維持管理業務（剪定他）積算歩掛などがある。